# 難問解決!ご近所の底力
『難問解決!ご近所の底力』（なんもんかいけつ ごきんじょのそこぢから）は、NHK総合テレビジョンで2003年から2010年まで放送されたテレビ番組である。

## 概要
問題を抱えている町内会・自治会の代表（お困りご近所）20人がスタジオに登場し、以前同じような問題を抱えていた町内会・自治会の解決法を参考に問題を解決していくという内容である。2008年度までで144組のお困りご近所が登場した。
これまでに「住宅街の防犯」や「ゴミの分別」「落書き」など様々な町内会で取り組める課題を解決させてきたが、番組のテーマの間口は徐々に広がりつつあり、「糖尿病」などの健康ネタや、「寂れた温泉街の復活」など経済モノもある。住民グループがこの番組で存続を訴えたことがきっかけとなり、廃線を免れた南海貴志川線（現・和歌山電鐵貴志川線）のような事例もある。
コーナー構成は毎年変化したが、2006年度においては、一つのテーマに「困っている」町内会・自治会が現れ、妙案と呼ばれる解決法をレギュラー出演者がプレゼンする企画「今月のお困り解決」を中心に、実際に出演した町内会・自治会がその後どうなったかを追跡取材するコーナー「ご近所のその後」「ご近所ニュース」、公募された妙案を競うコーナー「あなたの妙案試します」で構成された。

## 沿革
2002年度に『妙案コロシアム』というパイロット番組が2回放送され、2003年4月から独立した番組として放送された。その当時は公募された妙案を競うコーナーはなく、その後の追跡コーナーは数カ月に1回程度の放送だった。
2006年度は「プレミアム10」枠に移されたが、その後も反響が大きいことや、NHKが地域からの情報発信を強化する姿勢を示したこともあり、2007年度に『地域応援キャンペーン』の一環として位置づけられた。そして、司会の堀尾正明がその担当として抜擢され、「にっぽんの底力」枠に移動した。出演者も一新され、和田アキ子が新たにレギュラーとして加わった。
2008年度以降は地域情報番組枠に組み入れられるとともに、堀尾がNHKを退職したため、松本和也が後任を務めた。
番組終了後、『欽ちゃんのワースト脱出大作戦』が2010年5月から不定期放送される（2011年12月より『欽ちゃんのがんばる!日本大作戦』に改題）。

## 放送時間
- 2003年4月 - 2006年3月
  - 総合テレビ：木曜日 21:15 - 21:58（深夜枠で再放送）
  - 衛星第2テレビ
- 2006年度
  - 総合テレビ：月1回月曜日 22:00 - 23:00（「プレミアム10」枠。同年7月までは23:30まで放送）
- 2007年度
  - 総合テレビ：原則第1・第3日曜日 10:05 - 10:50（「にっぽんの底力」枠）
- 2008年度
  - 総合テレビ：随時金曜日 20:00 - 20:45
この枠は初回放送であるが、『ゆうどきネットワーク』全国化の代償として各放送局制作の地域情報番組が優先される。そのため原則として関東地方のみの放送である。
  - 総合テレビ：翌週日曜日 10:05 - 10:50（原則東海北陸以外。海外向けNHKワールド・プレミアムでも同時放送。関東地方は再放送）、14:15 - 15:00（原則東海北陸）
この枠が残されたのは前述の理由による。東海北陸地方は『金とく』再放送のため遅い時間に。それでも毎回、地元のスポーツ中継などのために一度も放送されない地域がある。特に四国では放送休止が非常に多い。
- 2009年度
  - 総合テレビ：随時金曜日 20:00 - 20:45（関東地方、NHKワールド・プレミアムで放送）
  - 総合テレビ：翌週日曜日 13:35 - 14:20（関東地方は再放送）
  - 衛星第2テレビ：翌週月曜日 15:55 - 16:40

2008年12月以降、NHKオンデマンドでも、1週間 - 10日配信される。当初は日曜日の全国放送後に配信されたが、その後は金曜日の関東ローカルの放送後に配信され、全国放送前に見ることができた。

## 番組終了時の出演者
- 司会：松本和也（2008年度から）
- ご意見番：和田アキ子（2007年度から）
- リポーター：主にタレント、女優。毎回2名ほど出演。

### 以前の出演者
- 司会：堀尾正明（2007年度までNHKアナウンサー、退職により降板）
- 妙案お探し隊隊員：清水圭、松居直美、Take2（いずれも2006年度まで）
- アシスタント：安めぐみ（2006年度。2008年度に一度、リポーターで復帰した）
- お隣マチコ：松井涼子（2005年度。眼鏡をかけた憎たらしいお姉さん的キャラクターで、ブザーの音と共に突如現れ、画面から妙案に横やりを入れた）

### 主な差し替え番組
- プライムH（北海道）
- 金とく（東海・北陸）
- かんさい特集
- ふるさと発スペシャル（中国地方）
- 九州沖縄スペシャル